# Garden City (Dakota del Sud)
Garden City és una població dels Estats Units a l'estat de Dakota del Sud. Segons el cens del 2000 tenia 72 habitants.

## Demografia
Segons el cens del 2000, Garden City tenia 72 habitants, 31 habitatges, i 19 famílies. La densitat de població era de 69,5 habitants per km².
Dels 31 habitatges en un 25,8% hi vivien nens de menys de 18 anys, en un 54,8% hi vivien parelles casades, en un 0% dones solteres, i en un 38,7% no eren unitats familiars. En el 38,7% dels habitatges hi vivien persones soles el 25,8% de les quals corresponia a persones de 65 anys o més que vivien soles. El nombre mitjà de persones vivint en cada habitatge era de 2,32 i el nombre mitjà de persones que vivien en cada família era de 3,16.
Per edats la població es repartia de la següent manera: un 26,4% tenia menys de 18 anys, un 2,8% entre 18 i 24, un 25% entre 25 i 44, un 19,4% de 45 a 60 i un 26,4% 65 anys o més.
L'edat mediana era de 42 anys. Per cada 100 dones de 18 o més anys hi havia 112 homes.
La renda mediana per habitatge era de 31.875 $ i la renda mediana per família de 38.750 $. Els homes tenien una renda mediana de 23.750 $ mentre que les dones 21.250 $. La renda per capita de la població era de 14.014 $. Entorn del 9,5% de les famílies i el 12,5% de la població estaven per davall del llindar de pobresa.

## Poblacions més properes
El següent diagrama mostra les poblacions més properes.